# 甲醇锂
甲醇锂是锂的甲醇盐，化学式为LiOCH3。它可由金属锂和甲醇反应得到：
2 Li + 2 CH3OH → 2 CH3OLi + H2↑
它是锂和甲醇反应的唯一产物。而相应的钠、钾类似物除了生成相应的醇盐之外，还可以产生醇盐的甲醇合物。它和硝酸银、高氯酸银等银盐在无水甲醇中反应，生成金属银。
甲醇锂可用于制备其它锂化合物。